# 동문고등학교
동문고등학교(東門高等學校)는 대한민국 대구광역시 수성구 만촌동에 있는 공립 고등학교이다.

## 학교 연혁
- 2002년 12월 13일 : 동문고등학교 설립 인가(11학급, 남녀공학)
- 2004년 2월 13일 : 교사 완공
- 2004년 3월 1일 : 초대 전광도 교장 부임
- 2004년 3월 3일 : 제1회 입학식 (신입생 354명 남 177명, 여 177명)
- 2004년 6월 4일 : 급식소 완공
- 2004년 9월 1일 : 독서실 완공
- 2006년 9월 11일 : 도서관 완공
- 2007년 2월 6일 : 교지 “ 동솔” 창간호 발행
- 2007년 2월 8일 : 제1회 졸업식 (졸업생 330명 남 169명, 여 161명)
- 2020년 2월 6일 : 제14회 졸업식(졸업생 316명, 총졸업생 수 5,819명)
- 2022년 2월 9일 : 제16회 졸업식(졸업생 수 266명)
- 2022년 3월 1일 : 제8대 이호근 교장 취임
- 2022년 3월 2일 : 제19회 입학식(입학생 수 237명)

## 참고 자료
- 동문고등학교 - 한국교육학술정보원 학교알리미